# جوفانا الأولى ملكة نابولي

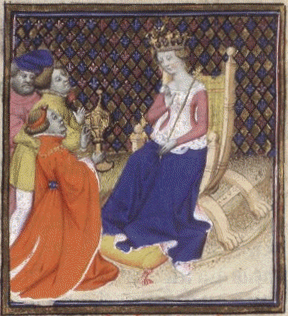
جوفانا الأولى

جوفانا أنجو (نابولي، 1327 - مورو لوكانو، 12 مايو 1382) ملكة نابولي باسم جوفانا الأولى وحملت اسمياً صفة ملكة بيت المقدس وصقلية (1343-1381) ، أميرة أكايا (1373/75-1381) كونتيسة بروفنسا وفوركالكيه .
| سبقها: روبيرتو | ملك نابولي 1343 - 1382 مع لويجي الأول (1352-1362) | تبعها: كارلو الثالث |
| سبقها: روبيرتو | كونتيسة بروفنس 1343 - 1382                        | لويس الأول          |
| فيليب الثالث   | أمير أكايا 1373 - 1381                            | جيمس 1. 2. 3.       |